# Plaça del Rei

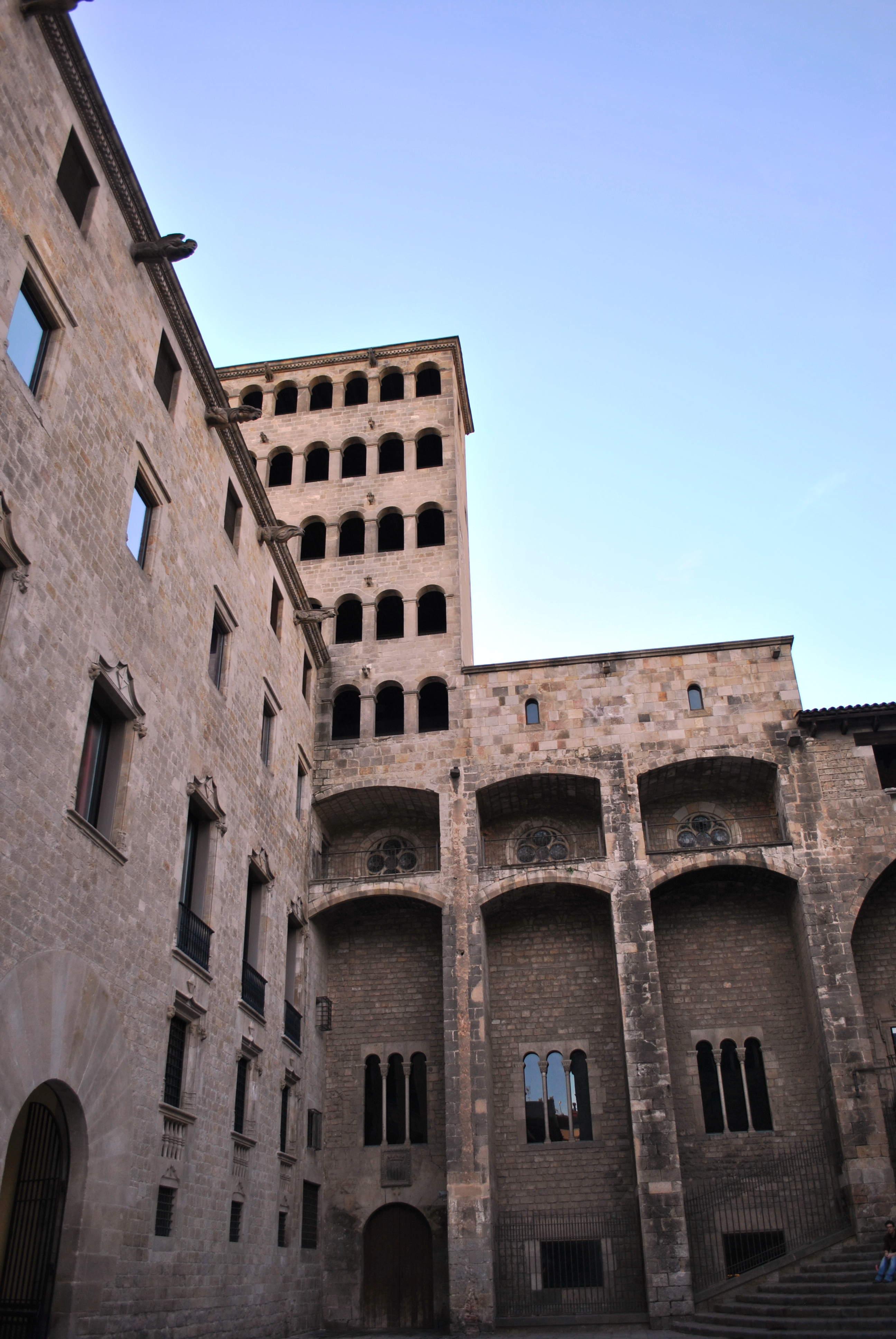
Вигляд на площу, із місця споглядання короля Мартина

Plaça del Rei (англ. Plaza del Rey, означає "Площа Короля") — площа XIV століття забудови в Готичному кварталі міста Барселона, Іспанія.
Площу оточує Великий королівський палац (Palau Reial Major), що включає в себе серію споруд: Saló del Tinell, Palau del Lloctinent ("Палац Лейтенантів"), вежу Mirador del Rei Martí XV століття (сторожова вежа "Короля Мартина"), і Capella Reial de Santa Àgata ("Королівську капличку святого Агата"). З південної сторони знаходиться Casa Padellàs (Будинок Педалла), палац XV–XVI століття, який перемістили сюди камінець за камінцем із вулиці Меркадерс в 1931 і з 1943, і з тих пір в ньому розміщується Музей історії міста Барселони (MUHBA). 
Відома скульптура Топос V, робота Едуардо Чільїда, знаходиться в одному із кутів площі.